# Čudniv
Čudniv (ukrajinsky Чуднів, rusky Чуднов – Čudnov, polsky Cudnów) je město v Žytomyrské oblasti na Ukrajině. K roku 2014 v něm žilo bezmála šest tisíc obyvatel.

## Jméno města
Název města je spojován s kyjevským bojarem Čudynou, jehož rod je zmiňován ve starých kronikách. Další verzí je odvozenina od slova чудо (znamenajícím zázrak, div), které odkazuje na několik místních legend. Podle jedné zde obyvatelé zázračně odrazili velké tatarské vojsko. Podle jiné zde místní kníže, okouzlený krásou krajiny, nazval toto místo velkým zázrakem.

## Poloha a doprava
Čudniv leží na Teterivu, pravém přítoku Dněpru. Je vzdálen pětapadesát kilometrů jihozápadně od Žytomyru, správního střediska oblasti. Další větší město v okolí je Berdyčiv přibližně čtyřicet kilometrů jihovýchodně.
Jižně od Čudnivu prochází železniční trať z Kovelu do Kozjatynu.

## Dějiny
Nejstarší písemná zmínka o lokalitě je z roku 1416, kdy obyvatel Čudnivu daroval tři vědra medu nynější katedrále Sv. Sofie. V roce 1471 je zmiňována existence (nyní nedochovaného) čudnivského hradu. Během rusko-polské války zde došlo v roce 1660 k bitvě u Čudnivu, ve které vyhrála Polsko-litevská unie nad ruským carstvím. Po druhém dělení Polska (1793) celá oblast připadla Rusku. Největšího rozkvětu dosáhlo město v 19. století, kdy díky rozvoji průmyslu a obchodu se zemědělskými produkty mělo více než 10 000 obyvatel, z nichž téměř polovina byli Židé. V období holodomoru zahynulo v Čundivě a okolí téměř 3900 lidí. Za druhé světové války bylo město obsazeno německou armádou, která zde pro židovské obyvatele zřídila v červenci 1941 ghetto. To bylo v říjnu 1941 zlikvidováno a jeho obyvatelé (cca 3000 osob) popraveni.
V roce 1924 byl Čudniv povýšen na sídlo městského typu a od roku 2012 je městem.